# Futok a szívem után
A Futok a szívem után Szekeres Adrien első szólólemeze, amely a Tom-Tom Records gondozásában jelent meg 2001. október 21-én. A lemez eklektikus zenei stílust mutat és Adrien lírai oldalát hangsúlyozzák. A lemezen megtalálható a Túl késő, a címadó dal, a Forróbb a nyárnál, valamint Csík Sándor és Szekeres Adrien duettje, a Nem tévedés is. A lemez az Unisex korszakából való menekülésre is utalt. A lemez zenei producere és zeneszerzője Kiss Gábor, Adrien férje lett szólópályafutása alatt is a zenei rendező. A lemez nem kapott értékelést, mivel nem kapott elég publicitást akkoriban.

## Az album dalai
1. Futok a szívem után
2. Forróbb a nyárnál
3. Így lesz
4. Éjjel néha félek
5. Csupa duma
6. Nem tévedés (duett Csík Sándorral)
7. Túl késő
8. Szebb vagy mindennél
9. Hadd legyen
10. Másnak süt a Nap
11. Míg forog a Föld
12. Te lettél minden
13. Futok a szívem után (Sterbinszky & Tranzident Remix)
14. Futok a szívem után (Soft Dance Mix)
15. Szebb vagy mindennél (Soft Dance Mix)

## Videóklipek
- Futok a szívem után
- Futok a szívem után (Sterbinszky & Tranzident Remix)
- Túl késő

- https://www.youtube.com/watch?v=eNYkrWZYbng Túl késő
- Túl késő
- Túl késő